# 3350 Scobee
3350 Scobee је астероид главног астероидног појаса чија средња удаљеност од Сунца износи 2,311 астрономских јединица (АЈ).
Апсолутна магнитуда астероида је 14,3.